# Hypenagonia subsuffusata
Hypenagonia subsuffusata là một loài bướm đêm trong họ Erebidae.